# Georgios Reppas
Georgios Reppas (in greco Γεώργιος Ρέππας?; Atene, 11 dicembre 1974) è un pallanuotista greco.

## Biografia
Formatosi nel Vouliagmeni al pari di molti compagni di squadra della Nazionale, nel 2004 è passato a giocare nel Panionios, con cui è arrivato in finale di Coppa LEN nella stagione 2008-2009 e con cui ha vinto tre scudetti e due Coppe nazionali. Con la Nazionale ha vinto due bronzi nella World League ed uno ai Mondiali di nuoto.
È ufficiale della Limeniko Soma, la Guardia costiera greca.